# تالوورث
longitudeتالوورثlatitudeتالوورث
تالوورث (به انگلیسی: Tolworth) یک ناحیه در لندن است که در منطقه سلطنتی کینگستون آپون تیمز واقع شده‌است.

## نگارخانه

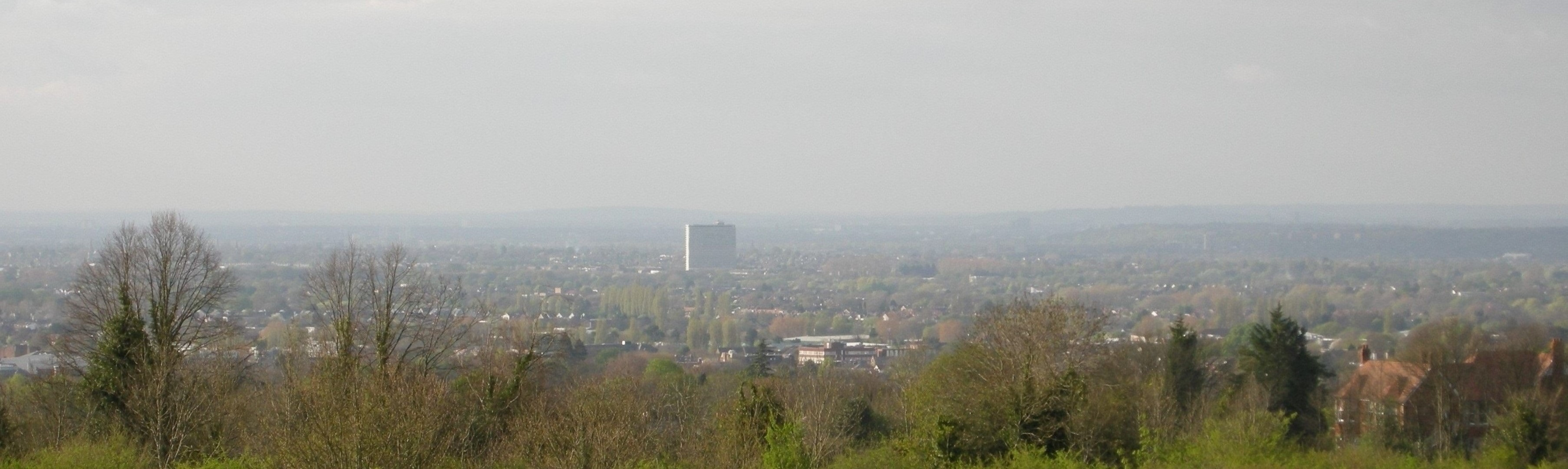
View of Tolworth Tower from Epsom Downs

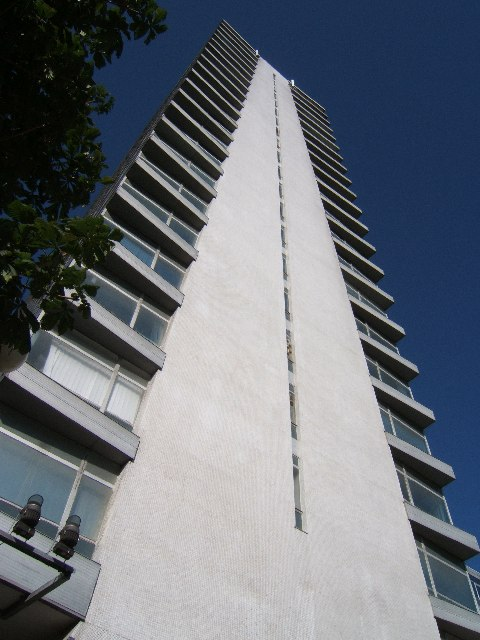
برج تالوورث
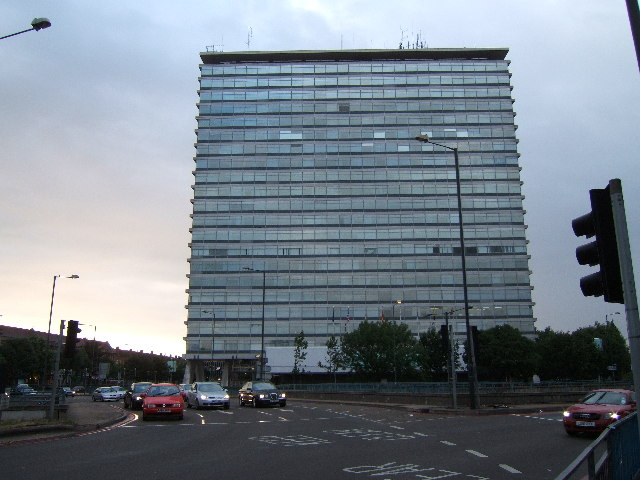
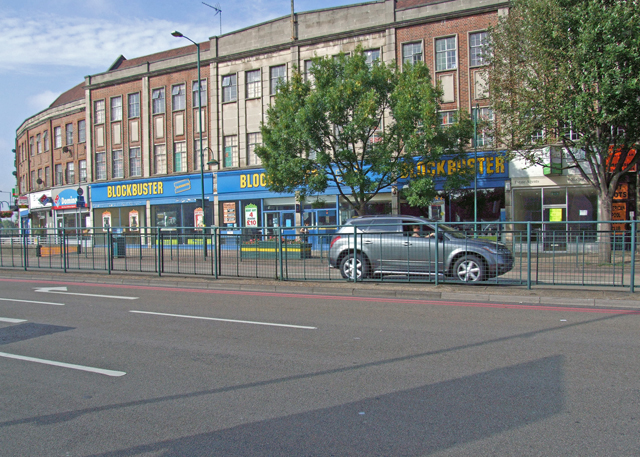
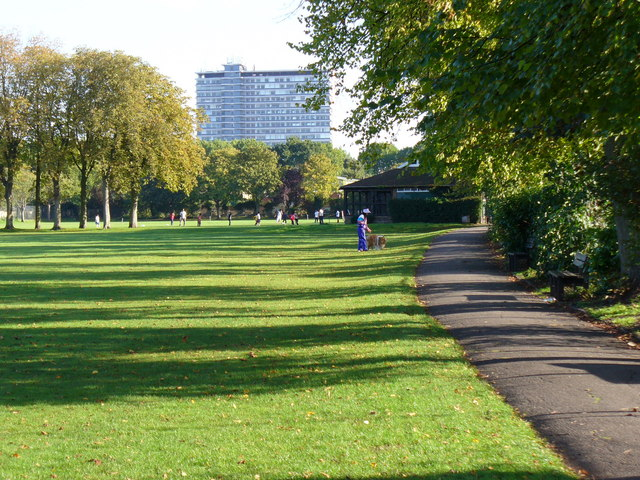
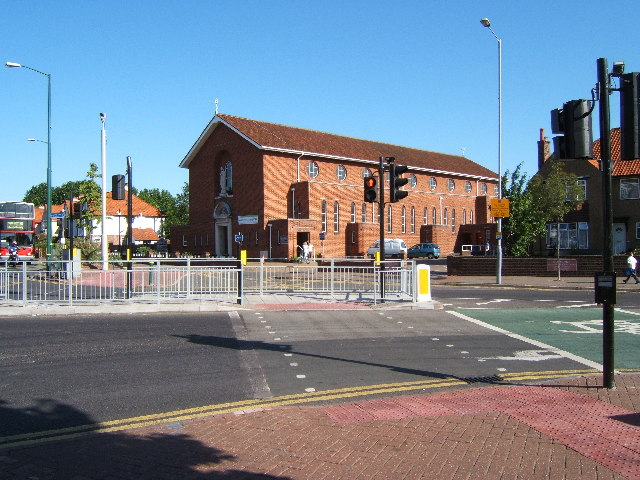
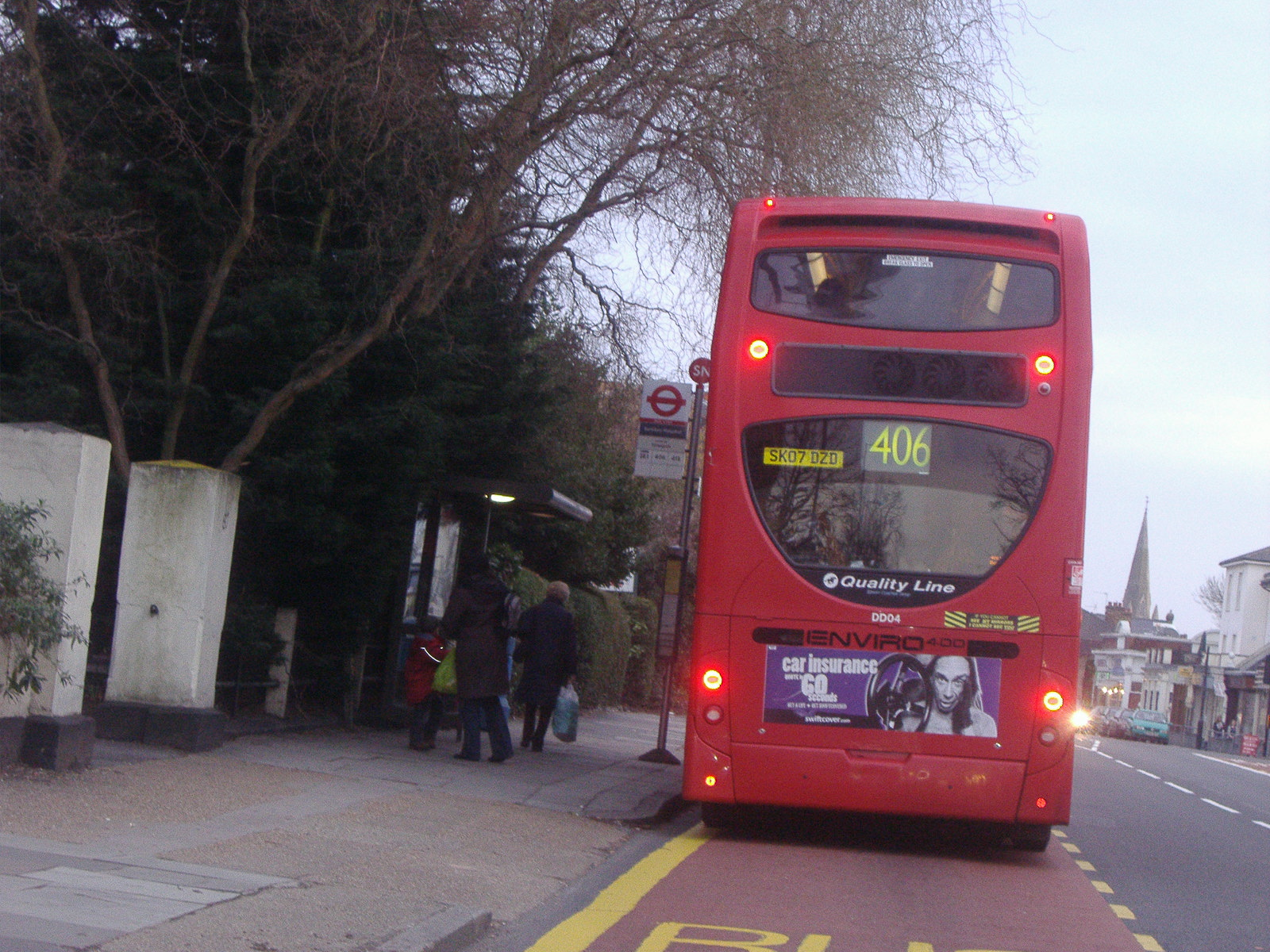
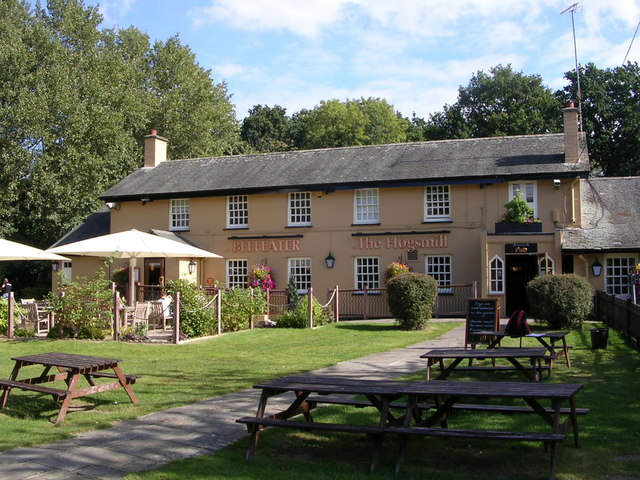
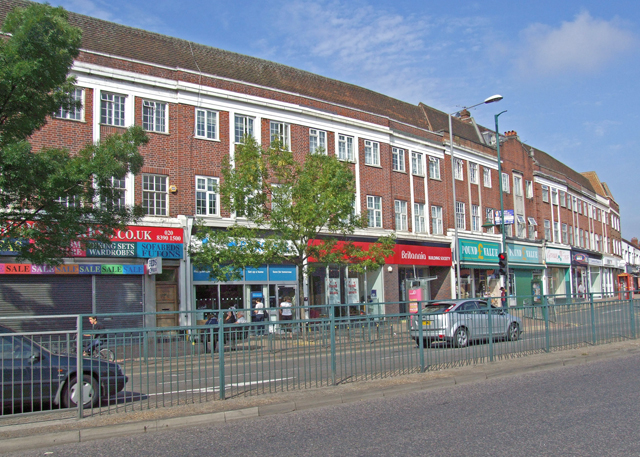
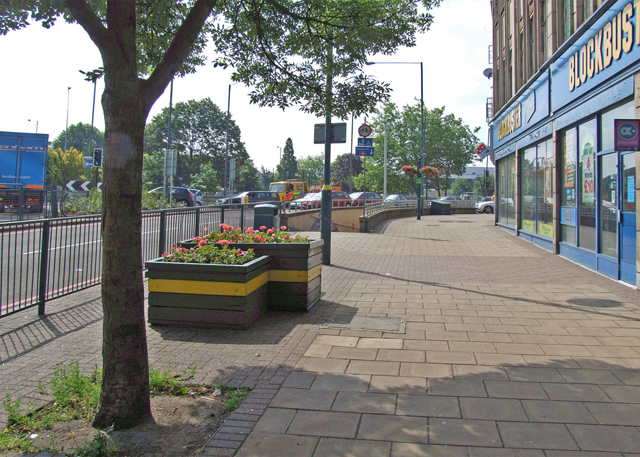